# Karl Ledergerber
Karl Ledergerber (* 20. Mai 1914 in St. Gallen; † 1. Juli 2004) war ein Schweizer Verlagslektor und Schriftsteller.

## Leben
Karl Ledergerber wuchs zunächst in St. Gallen, ab 1922 in Zürich auf. Er studierte (im Hauptfach) Germanistik und promovierte 1941 in Fribourg mit einer Dissertation über das literarische Bild der Kassandra. Er arbeitete erst beim IKRK in Genf, dann zwischen 1942 und 1944 als Leiter von Schweizer Flüchtlingsheimen. 1945 wurde er Lektor beim Walter Verlag. Nach seiner Pensionierung 1974 gab er neben seiner schriftstellerischen Tätigkeit Kurse an der Volkshochschule und wirkte als Lebensberater. Er wohnte zuletzt in der Bahnhofstrasse 43 in Gümligen.

## Werke
- Kassandra. Das Bild der Prophetin in der antiken und insbesondere in der älteren abendländischen Dichtung. Selbstverlag, Buochs 1941
- Kunst und Religion in der Verwandlung. DuMont, Köln 1961
- Die Auferstehung des Eros. Die Bedeutung von Liebe und Sexualität für das künftige Christentum. Pfeiffer, München 1971
- Keine Angst vor der Angst. Ihre Überwindung durch Einsicht und Vertrauen. Herder, Freiburg im Breisgau 1976
- Geburt der Menschheit. Ein neues Bewußtsein entwickelt sich. Pfeiffer, München 1978
- Worauf es im Alter ankommt. Sinn und Gewinn der 3. Lebensphase. Herder, Freiburg im Breisgau 1980
- Christoffels Auferstehung. Die Verwandlungen des grossen Heiligen von Mutzopolis. Fischer, Münsingen 1984
- Was geht New Age die Christen an? Brücken zum gegenseitigen Verständnis (mit Peter Bieri). Herder, Freiburg im Breisgau 1988
- Mit den Augen des Herzens. Ein neues Denken breitet sich aus. Herder, Freiburg im Breisgau 1988; 2. A. Turm, Bietigheim 1995, ISBN 3-7999-0238-4
- Versöhnung einst und jetzt. Biblische Urbilder der Versöhnung im allgemeinen und für den Nahen Osten. Jupiter, Bern 1991
- Altes Leben – neues Ziel. Eine Herausforderung für betagte Menschen. Paulus, Fribourg 1994